# Coupe de France de rugby à XIII 1945-1946
Navigation
Édition précédente Édition suivante
La Coupe de France de rugby à XIII 1945-1946 est la huitième édition de la Coupe de France, compétition à élimination directe. Organisée par la Fédération française de jeu à XIII, elle met aux prises de nombreux clubs et voit la victoire du club de l'A.S. Carcassonne à Lyon, qui bat en finale le club de Perpignan du XIII Catalan tenant du titre.

## Déroulement de la compétition

### Tableau final
|  | Huitièmes de finale 10 mars 1946     | Huitièmes de finale 10 mars 1946     |                  |    | Quarts de finale 17 mars 1946 | Quarts de finale 17 mars 1946 |  |  | Demi-finales 21 avril 1946  | Demi-finales 21 avril 1946  |  |  | Finale 19 mai 1946        | Finale 19 mai 1946        |
|  | Huitièmes de finale 10 mars 1946     | Huitièmes de finale 10 mars 1946     |                  |    | Quarts de finale 17 mars 1946 | Quarts de finale 17 mars 1946 |  |  | Demi-finales 21 avril 1946  | Demi-finales 21 avril 1946  |  |  | Finale 19 mai 1946        | Finale 19 mai 1946        |
|  |                                      |                                      |                  |    |                               |                               |  |  |                             |                             |  |  |                           |                           |
|  | Le 10 mars 1946 à Lézignan-Corbières | Le 10 mars 1946 à Lézignan-Corbières |                  |    | à Le 17 mars 1945 à Lyon      | à Le 17 mars 1945 à Lyon      |  |  | Le 21 avril 1946 à Bordeaux | Le 21 avril 1946 à Bordeaux |  |  | Le 19 mai 1946 à Toulouse | Le 19 mai 1946 à Toulouse |
|  | Le 10 mars 1946 à Lézignan-Corbières | Le 10 mars 1946 à Lézignan-Corbières |                  |    | à Le 17 mars 1945 à Lyon      | à Le 17 mars 1945 à Lyon      |  |  | Le 21 avril 1946 à Bordeaux | Le 21 avril 1946 à Bordeaux |  |  | Le 19 mai 1946 à Toulouse | Le 19 mai 1946 à Toulouse |
|  | A.S. Carcassonne                     | 26                                   |                  |    | à Le 17 mars 1945 à Lyon      | à Le 17 mars 1945 à Lyon      |  |  | Le 21 avril 1946 à Bordeaux | Le 21 avril 1946 à Bordeaux |  |  | Le 19 mai 1946 à Toulouse | Le 19 mai 1946 à Toulouse |
|  | A.S. Carcassonne                     | 26                                   |                  |    | à Le 17 mars 1945 à Lyon      | à Le 17 mars 1945 à Lyon      |  |  | Le 21 avril 1946 à Bordeaux | Le 21 avril 1946 à Bordeaux |  |  | Le 19 mai 1946 à Toulouse | Le 19 mai 1946 à Toulouse |
|  | R.C. Orange                          | 2                                    |                  |    | à Le 17 mars 1945 à Lyon      | à Le 17 mars 1945 à Lyon      |  |  | Le 21 avril 1946 à Bordeaux | Le 21 avril 1946 à Bordeaux |  |  | Le 19 mai 1946 à Toulouse | Le 19 mai 1946 à Toulouse |
|  | R.C. Orange                          | 2                                    | A.S. Carcassonne | 18 |                               |                               |  |  | Le 21 avril 1946 à Bordeaux | Le 21 avril 1946 à Bordeaux |  |  | Le 19 mai 1946 à Toulouse | Le 19 mai 1946 à Toulouse |
|  | Le 10 mars 1946 à Avignon            |                                      | A.S. Carcassonne | 18 |                               |                               |  |  | Le 21 avril 1946 à Bordeaux | Le 21 avril 1946 à Bordeaux |  |  | Le 19 mai 1946 à Toulouse | Le 19 mai 1946 à Toulouse |
|  |                                      | F.C. Lézignan                        | 0                |    |                               |                               |  |  | Le 21 avril 1946 à Bordeaux | Le 21 avril 1946 à Bordeaux |  |  | Le 19 mai 1946 à Toulouse | Le 19 mai 1946 à Toulouse |
|  | F.C. Lézignan                        | F.C. Lézignan                        | 0                | 23 |                               |                               |  |  | Le 21 avril 1946 à Bordeaux | Le 21 avril 1946 à Bordeaux |  |  | Le 19 mai 1946 à Toulouse | Le 19 mai 1946 à Toulouse |
|  | F.C. Lézignan                        | Le 17 mars 1945 à Carcassonne        |                  | 23 |                               |                               |  |  | Le 21 avril 1946 à Bordeaux | Le 21 avril 1946 à Bordeaux |  |  | Le 19 mai 1946 à Toulouse | Le 19 mai 1946 à Toulouse |
|  | S.U. Cavaillon                       | 0                                    |                  |    |                               |                               |  |  | Le 21 avril 1946 à Bordeaux | Le 21 avril 1946 à Bordeaux |  |  | Le 19 mai 1946 à Toulouse | Le 19 mai 1946 à Toulouse |
|  | S.U. Cavaillon                       | 0                                    | A.S. Carcassonne | 34 |                               |                               |  |  |                             |                             |  |  | Le 19 mai 1946 à Toulouse | Le 19 mai 1946 à Toulouse |
|  | Le 10 mars 1946 à Perpignan          |                                      | A.S. Carcassonne | 34 |                               |                               |  |  |                             |                             |  |  | Le 19 mai 1946 à Toulouse | Le 19 mai 1946 à Toulouse |
|  |                                      | U.S. Villeneuve                      | 5                |    |                               |                               |  |  |                             |                             |  |  | Le 19 mai 1946 à Toulouse | Le 19 mai 1946 à Toulouse |
|  | U.S. Villeneuve                      | U.S. Villeneuve                      | 5                | 27 |                               |                               |  |  |                             |                             |  |  | Le 19 mai 1946 à Toulouse | Le 19 mai 1946 à Toulouse |
|  | U.S. Villeneuve                      | Le 21 avril 1946 à Carcassonne       |                  | 27 |                               |                               |  |  |                             |                             |  |  | Le 19 mai 1946 à Toulouse | Le 19 mai 1946 à Toulouse |
|  | S.O. Avignon                         | 11                                   |                  |    |                               |                               |  |  |                             |                             |  |  | Le 19 mai 1946 à Toulouse | Le 19 mai 1946 à Toulouse |
|  | S.O. Avignon                         | 11                                   | U.S. Villeneuve  | 10 |                               |                               |  |  |                             |                             |  |  | Le 19 mai 1946 à Toulouse | Le 19 mai 1946 à Toulouse |
|  | Le 9 mars 1946 à Toulouse            |                                      | U.S. Villeneuve  | 10 |                               |                               |  |  |                             |                             |  |  | Le 19 mai 1946 à Toulouse | Le 19 mai 1946 à Toulouse |
|  |                                      | Côte basque XIII                     | 2                |    |                               |                               |  |  |                             |                             |  |  | Le 19 mai 1946 à Toulouse | Le 19 mai 1946 à Toulouse |
|  | Côte basque XIII                     | Côte basque XIII                     | 2                | 18 |                               |                               |  |  |                             |                             |  |  | Le 19 mai 1946 à Toulouse | Le 19 mai 1946 à Toulouse |
|  | Côte basque XIII                     | Le 17 mars 1945 à Albi               |                  | 18 |                               |                               |  |  |                             |                             |  |  | Le 19 mai 1946 à Toulouse | Le 19 mai 1946 à Toulouse |
|  | U.S. Lyon-Villeurbanne               | 8                                    |                  |    |                               |                               |  |  |                             |                             |  |  | Le 19 mai 1946 à Toulouse | Le 19 mai 1946 à Toulouse |
|  | U.S. Lyon-Villeurbanne               | 8                                    | A.S. Carcassonne | 27 |                               |                               |  |  |                             |                             |  |  |                           |                           |
|  | Le 10 mars 1946 à Perpignan          |                                      | A.S. Carcassonne | 27 |                               |                               |  |  |                             |                             |  |  |                           |                           |
|  |                                      | XIII Catalan                         | 7                |    |                               |                               |  |  |                             |                             |  |  |                           |                           |
|  | XIII Catalan                         | XIII Catalan                         | 7                | 19 |                               |                               |  |  |                             |                             |  |  |                           |                           |
|  | XIII Catalan                         |                                      |                  | 19 |                               |                               |  |  |                             |                             |  |  |                           |                           |
|  | Bordeaux XIII                        | 5                                    |                  |    |                               |                               |  |  |                             |                             |  |  |                           |                           |
|  | Bordeaux XIII                        | 5                                    | XIII Catalan     | 17 |                               |                               |  |  |                             |                             |  |  |                           |                           |
|  | Le 10 mars 1946 à Albi               |                                      | XIII Catalan     | 17 |                               |                               |  |  |                             |                             |  |  |                           |                           |
|  |                                      | Toulouse olympique XIII              | 7                |    |                               |                               |  |  |                             |                             |  |  |                           |                           |
|  | Toulouse olympique XIII              | Toulouse olympique XIII              | 7                | 29 |                               |                               |  |  |                             |                             |  |  |                           |                           |
|  | Toulouse olympique XIII              | Le 17 mars 1945 à Perpignan          |                  | 29 |                               |                               |  |  |                             |                             |  |  |                           |                           |
|  | Carcassonne B                        | 8                                    |                  |    |                               |                               |  |  |                             |                             |  |  |                           |                           |
|  | Carcassonne B                        | 8                                    | XIII Catalan     | 8  |                               |                               |  |  |                             |                             |  |  |                           |                           |
|  | Le 10 mars 1946 à Libourne           |                                      | XIII Catalan     | 8  |                               |                               |  |  |                             |                             |  |  |                           |                           |
|  |                                      | R.C. Roanne                          | 7                |    |                               |                               |  |  |                             |                             |  |  |                           |                           |
|  | R.C. Roanne                          | R.C. Roanne                          | 7                | 20 |                               |                               |  |  |                             |                             |  |  |                           |                           |
|  | R.C. Roanne                          |                                      |                  | 20 |                               |                               |  |  |                             |                             |  |  |                           |                           |
|  | Libourne XIII                        | 7                                    |                  |    |                               |                               |  |  |                             |                             |  |  |                           |                           |
|  | Libourne XIII                        | 7                                    | R.C. Roanne      | 25 |                               |                               |  |  |                             |                             |  |  |                           |                           |
|  | Le 10 mars 1946 à Lyon               |                                      | R.C. Roanne      | 25 |                               |                               |  |  |                             |                             |  |  |                           |                           |
|  |                                      | R.C. Albigeois                       | 8                |    |                               |                               |  |  |                             |                             |  |  |                           |                           |
|  | R.C. Albigeois                       | R.C. Albigeois                       | 8                | 11 |                               |                               |  |  |                             |                             |  |  |                           |                           |
|  | R.C. Albigeois                       |                                      |                  | 11 |                               |                               |  |  |                             |                             |  |  |                           |                           |
|  | Paris XIII                           | 10                                   |                  |    |                               |                               |  |  |                             |                             |  |  |                           |                           |
|  | Paris XIII                           | 10                                   |                  |    |                               |                               |  |  |                             |                             |  |  |                           |                           |

### Quarts-de-finales
Les quarts-de-finales de la Coupe ont lieu le dimanche 17 mars 1946.
| Quart-de-finale Dimanche 17 mars 1946 | A.S. Carcassonne | 18 - 0 | F.C. Lézignan | Lyon |
| Quart-de-finale Dimanche 17 mars 1946 |                  |        |               | Lyon |
| Quart-de-finale Dimanche 17 mars 1946 |                  |        |               | Lyon |

| Quart-de-finale Dimanche 17 mars 1946 | U.S. Villeneuve | 10 - 2 | Côte basque XIII | Carcassonne |
| Quart-de-finale Dimanche 17 mars 1946 |                 |        |                  | Carcassonne |
| Quart-de-finale Dimanche 17 mars 1946 |                 |        |                  | Carcassonne |

| Quart-de-finale Dimanche 17 mars 1946 | XIII Catalan | 17 - 7 | Toulouse olympique XIII | Albi |
| Quart-de-finale Dimanche 17 mars 1946 |              |        |                         | Albi |
| Quart-de-finale Dimanche 17 mars 1946 |              |        |                         | Albi |

| Quart-de-finale Dimanche 17 mars 1946 | R.C. Roanne | 25 - 8 | R.C. Albigeois | Perpignan |
| Quart-de-finale Dimanche 17 mars 1946 |             |        |                | Perpignan |
| Quart-de-finale Dimanche 17 mars 1946 |             |        |                | Perpignan |

### Demi-finales
Les demi-finales de la Coupe ont lieu le dimanche 21 avril 1946.
| Demi-finale Dimanche 21 avril 1946 | A.S. Carcassonne                                                                                    | 34 - 5 (10 - 3) | U.S. Villeneuve                                 | Bordeaux |
| Demi-finale Dimanche 21 avril 1946 | Essai(s) : 8 Trescazes (3), Maso (1), Calbète (3), Moutou (1) Transformation(s) : 5 Puig-Aubert (5) |                 | Essai(s) : 1 Lespès (1) Transformation(s) : 1 ? | Bordeaux |
| Demi-finale Dimanche 21 avril 1946 | |                 |                                                 | Bordeaux |

| Demi finale Dimanche 21 avril 1946 | XIII Catalan                                | 8 - 7 (0 - 7) | R.C. Roanne                                                      | Stade de la Pépinière, Carcassonne |
| Demi finale Dimanche 21 avril 1946 | Essai(s) : 2 ? et ? Transformation(s) : 1 ? |               | Essai(s) : 1 Comes Transformation(s) : 1 Comes Drop(s) : 1 Comes | Stade de la Pépinière, Carcassonne |
| Demi finale Dimanche 21 avril 1946 |                                             |               |                                                                  | Stade de la Pépinière, Carcassonne |

### Finale - 19 mai 1946
(mt : 15 - 5)
Points marqués :
- Carcassonne : 5 essais de Trescazes (5e et 80e), Labazuy (33e), Py (36e) et Ponsinet (56e) ; 3 transformations de Puig-Aubert (33e, 56e et 80e) ; 1 pénalité de Puig-Aubert (12e) ; 2 drops de Guilhem (21e) et Puig-Aubert (69e).
- XIII Catalan : 1 essai de Drevet (10e) ; 1 transformation de Banet (2e) ; 1 drop de Dejean (42e).

Arbitre : ?
Spectateurs : 18 000
Recette : 1 150 000 francs
Composition des équipes :
- Carcassonne : Puig-Aubert - Frédéric Trescases, Louis Llari, Jep Maso, Édouard Ponsinet - Roger Guilhem (o), François Labazuy (m) - Jean Poch, Martin Martin, Louis Mazon, Justin Py, Henri Moutou, Germain Calbète - Entraîneur :
- XIII Catalan : André Banet - Robert Casse, Paul Dejean, Irénée Carrère, Pierre Drevet - Fabre (o), Henri Abelanet (m) - Ambroise Ulma, Louis Montagne, Guy Cassini, Joseph Soler, Serre, Henri Gras - Entraîneur : Maurice Porra